# Joseph Tyson
Joseph Jude Tyson (ur. 16 października 1957 w Moses Lake, Washington) – amerykański duchowny katolicki, biskup Yakima w stanie Waszyngton od 2011.

## Życiorys
Zanim wstąpił do seminarium duchownego ukończył studia dotyczące Rosji i Europy wsch., a także dziennikarstwo. Tytuł magistra uzyskał w dziedzinie stosunki międzynarodowe. Następnie rozpoczął formację seminaryjną i 10 czerwca 1989 roku otrzymał święcenia i został kapłanem archidiecezji Seattle. Pracował duszpastersko w wielu parafiach, a także w administracji archidiecezjalnej będąc członkiem urzędów m.in. ds. formacji diakonów stałych, formacji seminaryjnej i powołań. 
12 maja 2005 otrzymał nominację na pomocniczego biskupa Seattle ze stolicą tytularną Migirpa. Sakry udzielił mu ówczesny metropolita Seattle Alexander Brunett. 12 kwietnia 2011 mianowany został ordynariuszem diecezji Yakima w rodzimej metropolii. Bp Tyson zna języki hiszpański, niemiecki, wietnamski i serbsko-chorwacki.